# Personnages de X-Files : Aux frontières du réel

Logo original de la série

Cet article présente les personnages de la série télévisée X-Files : Aux frontières du réel.

## Personnages principaux

### Fox Mulder
Interprété par David Duchovny
C'est un agent du FBI qui travaille sur les affaires non classées (X-Files en anglais) depuis 1991, des affaires particulièrement étranges et mystérieuses, potentiellement liées au surnaturel et au paranormal, et donc laissées sans suite. Il croit en l'existence des extraterrestres et au paranormal en général.

### Dana Scully
Interprétée par Gillian Anderson
Dana Scully est envoyée au Bureau des Affaires non-classées, lors de l'épisode pilote de la série, par le chef de section Scott Blevins pour enquêter de façon scientifique sur le travail de Mulder. Malgré son caractère sceptique, elle devient très vite une aide précieuse pour Mulder et son seul soutien dans sa quête de la vérité.

### John Doggett
Interprété par Robert Patrick
John Doggett est un agent du FBI assigné aux affaires non classées en remplacement de l'agent Mulder durant les saisons 8 et 9. Il est d'abord chargé de retrouver Mulder puis il le remplace, ses supérieurs pensant qu'il pourra discréditer ce service grâce à son scepticisme pragmatique d'ancien policier (le rôle du sceptique dans le couple d'enquêteurs s'inverse donc car Scully devient celle qui croit). Malgré tout, sans être convaincu par les phénomènes rencontrés, il reste un agent objectif et sérieux et finit par épouser la cause des agents Mulder et Scully. Son fils a été enlevé et assassiné tout jeune ce qui a provoqué la fin de son couple. On apprend dans la série qui est le meurtrier. C'est un personnage sobre et torturé mais toujours efficace malgré son scepticisme.

## Informateurs

### The Lone Gunmen (Les Bandits Solitaires)
- John Fitzgerald Byers (Bruce Harwood)
- Melvin Frohike (Tom Braidwood)
- Richard "Ringo" Langly  (Dean Haglund)

Les Lone Gunmen éditent un journal qui fait écho à diverses théories conspirationnistes et sont des alliés indéfectibles de Mulder et Scully, à qui ils prêtent assistance à de multiples reprises. Leurs principaux domaines de compétences sont les sciences (pour Byers), l'électronique (pour Frohike) et l’informatique (pour Langly).

### Gorge profonde
Il est incarné par Jerry Hardin, dont l'interprétation a été particulièrement mise en avant par les analystes de la série.
Le pseudonyme de ce personnage est un clin d'œil à l'informateur des deux journalistes du Washington Post, Carl Bernstein et Bob Woodward dans l'affaire du Watergate.
Complice de longue date de l'homme à la cigarette, il se définit lui-même comme le « menteur » du duo. Remarquablement bien informé et connaissant la vérité que Mulder recherche, ce personnage était un des membres du syndicat dans le complot concernant les extra-terrestres. Il informe régulièrement l'agent Mulder au cours de la première saison, car il pense que certaines vérités doivent être révélées, tout en procédant parfois par intoxication car il estime également que le public n'est pas prêt à tout savoir.
Il est assassiné lors du dernier épisode de la première saison (1x24), Les Hybrides. Il se fait tirer dessus alors qu'il venait d'échanger l'embryon extra-terrestre contre Mulder. Ses dernières paroles sont « Ne faites confiance à personne ». Il apparaît néanmoins à diverses occasions dans des rêves ou des flashbacks : au début de la saison 3 à un Mulder pris entre la vie et la mort dans Le Chemin de la bénédiction (3x01), ainsi que dans la saison 4 dans L'Homme à la cigarette (4x07).

### Marita Covarrubias
Interprétée par Laurie Holden
Elle travaille à l'ONU et est l'informatrice de Mulder après la mort de Mr. X, à partir de la saison 4. Il s'avère néanmoins dans la saison suivante qu'elle joue un double jeu, travaillant aussi pour le Syndicat. Le Syndicat le découvre et se sert d'elle comme cobaye pour un vaccin contre l'huile noire.

### Michael Kritschgau
Interprété par John Finn
Il apparaît pour la première fois dans l'épisode Le Baiser de Judas de la saison 4. Il fait des révélations importantes à Mulder sur la responsabilité du gouvernement concernant l'invasion planifiée extra-terrestre. Il soutient que cette invasion est une pure invention visant à soutenir financièrement l'industrie de l'armement, dont le fameux projet Majestic 12. Michael Kritschgau invite Mulder à se rendre au niveau 4 des archives de la DARPA afin qu'il y trouve un remède au cancer de Scully et un remède pour Michael Lee Kritschgau Junior, son fils, vétéran de la guerre du Golfe. La commission d'enquête, présidée par le chef de section Blevins, finit par déclarer que Michael Kritschgau est un menteur et qu'il travaille pour Rousch, une société de biotechnologie qui emploie également Blevins. Plus tard, alors que Kritschgau a été renvoyé de son poste à la division de la recherche du département de la Défense, il apparaît dans le double épisode La Sixième Extinction, où il est tué par Krycek.

### Monsieur X
Interprété par Steven Williams
Très échaudé par la mort de Gorge profonde, il se montre particulièrement précautionneux dans les contacts qu'il prend avec l'agent Mulder. Cet informateur est plus mystérieux et bien plus agressif que son prédécesseur, allant jusqu'à affronter physiquement l'agent Mulder dans un parking souterrain, et à se battre avec le directeur adjoint Skinner dans un ascenseur.
Il semble être un collaborateur de l'homme à la cigarette, impliqué entre autres choses, dans les tests sur des populations civiles d'armes chimiques mises au point par le Dr Susanne Modeski (Les Bandits solitaires), et aussi sur les tests de messages subliminaux envoyés par la télévision (Hallucinations). 
On ne sait que peu de choses sur lui. Les raisons qui ont fait de lui un informateur restent mystérieuses jusqu'à sa mort dans l'épisode Tout ne doit pas mourir. Confondu et exécuté à l'initiative de l'homme à la cigarette dans le hall d'appartement de l'agent Mulder, c'est lui qui, après s'être traîné jusqu'au pas de sa porte, le dirige vers Marita Covarrubias en écrivant (avec son propre sang) sur le sol les initiales « SRSG » (pour « Représentante du Secrétariat Général des Nations unies »).
Il réapparaît toutefois de manière rétroactive dans l'épisode homonyme sur l'histoire originelle des Bandits solitaires, puis en tant que fantôme dans le final de la saison 9.

## Membres du FBI

### Scott Blevins
Interprété par Charles Cioffi
Chef de section au FBI, c'est lui qui envoie Scully au Service des affaires non-classées pour discréditer le travail de Mulder. Il tente de fermer le service des affaires non-classées mais sans succès. Il est ensuite muté, et la direction des affaires non-classées est laissée à Walter Skinner. On découvre par le biais de Mulder qu'il est en fait une taupe du Consortium au FBI. Il est finalement assassiné de manière à faire croire à un suicide (épisode La Voie de la vérité).

### Brad Follmer
Interprété par Cary Elwes
Il apparaît dans la saison 9. Il est directeur adjoint au FBI et a eu une liaison avec Monica Reyes. Il est plus préoccupé par l'avancement de sa carrière que par la résolution des enquêtes et se montre hostile envers Doggett. Lors de l'épisode Clairvoyance, Reyes découvre qu'il recevait des pots-de-vin d'un malfrat. Follmer tue plus tard ce même malfrat, qui le faisait chanter, et Doggett est témoin de ce meurtre. L'acteur Cary Elwes n'étant pas reconduit pour les saisons 10 et 11, ce qu'il advient ensuite de Follmer reste indéterminé, bien qu'il soit probable qu'il doive faire face à la justice.

### Diana Fowley
Interprétée par Mimi Rogers
Elle apparaît dans quelques épisodes des saisons 5 à 7. Diana a eu une brève liaison avec l'agent Fox Mulder et travaillé avec lui sur les affaires non classées autrefois, mais ses motivations actuelles sont assez floues (suscitant méfiance et suspicions à l'agent Dana Scully) et elle semble liée au Syndicat. Avec l'agent Jeffrey Spender, elle remplace pendant un temps Mulder et Scully aux affaires non classées.
Bien que sa mort ne soit pas montrée à l'écran, son assassinat est rapporté par Scully à la fin de l'épisode La Sixième Extinction, après que Diana se soit compromise en l'aidant à sauver la vie de Mulder.

### Leyla Harrison
Interprétée par Jolie Jenkins
Comptable au siège du FBI à Washington. Grâce aux factures qu'elle règle pour le service des affaires non classées, elle connaît parfaitement le travail des agents Mulder et Scully (Mulder est son idole). Elle apparaît dans l'épisode 19 de la saison 8 Seul où elle est officiellement affectée au service des affaires non classées aux côtés de John Doggett. Cependant, peu compétente sur le terrain, elle retourne au service comptabilité dès la fin de l'épisode. Elle apparaît une seconde fois dans l'épisode 14 de la saison 9 Une vue de l'esprit, où elle entraîne Doggett et Reyes dans une enquête.

### Alvin Kersh
Interprété par James Pickens Jr.
Il est directeur adjoint. C'est le supérieur direct de Mulder et Scully pendant une partie de la saison 6 et il se montre très hostile à leur égard. Il réapparaît lors des saisons 8 et 9 et Doggett le suspecte de faire partie de la conspiration autour de la disparition de Mulder.

### Agent Pendrell
Interprété par Brendan Beiser
L'agent Pendrell est un membre du laboratoire en sciences criminelles du FBI, qui assiste occasionnellement l'agent Dana Scully dans ses recherches scientifiques à partir de la troisième saison. 
Pendrell, dans les épisodes où il apparaît, fait montre d'une nature très serviable, probablement parce qu'il a visiblement un faible pour l'agent Scully. Il aide les agents Mulder et Scully à plusieurs occasions, notamment grâce à ses compétences en biologie et en informatique. Au cours de l'épisode Tempus Fugit, partie 1 et Tempus Fugit, partie 2 (4x17 et 4x18), Pendrell, enfin décidé à avouer ses sentiments à l'agent Scully, décide de lui offrir un verre dans un bar. À ce moment, un tueur à la solde du Syndicat (le consortium secret œuvrant à la dissimulation de l'existence des extraterrestres), fait irruption et tire en direction de la table de Scully et Pendrell. Ce dernier, mortellement touché, expire un peu plus tard, Scully remarquant à la fin de l'épisode qu'elle ne connaissait même pas le prénom de Pendrell.

### Monica Reyes
Interprétée par Annabeth Gish
Elle apparaît dans la saison 8 et devient un personnage principal lors de la saison 9. D'origine mexicaine, elle est spécialisée dans les meurtres rituels et est affectée aux affaires non-classées pour faire équipe avec John Doggett, qu'elle connaissait déjà auparavant.

### Walter Skinner
Interprété par Mitch Pileggi
Directeur-adjoint au FBI, c'est lui qui est responsable du Service des affaires non classées qu'il rouvre d'ailleurs pendant la deuxième saison. Personnage d'abord inclassable (l'homme à la cigarette est régulièrement aperçu dans son bureau au cours des premières saisons), il se montre néanmoins régulièrement favorable aux agents Fox Mulder et Dana Scully), et s'affirme au fil des saisons comme un allié indéfectible pour les deux héros de la série.

### Jeffrey Spender
Interprété par Chris Owens
Jeffrey Spender apparaît lors de la cinquième saison de la série. Fils de l'homme à la cigarette et agent du FBI, un temps aux affaires non classées, jusqu'à la sixième saison, dans l'épisode Toute la vérité, où il est grièvement blessé par son père. Jeffrey Spender, affreusement défiguré après des expériences menées sur ordre de son père, fait ensuite son retour dans l'épisode William de la neuvième saison, et enfin dans le double épisode final de la série.

## Membre du Consortium / Syndicat

### L'homme à la cigarette
Interprété par William B. Davis
Il doit son surnom aux cigarettes qu'il fume à la chaîne. Utilisé comme antagoniste principal de la série, il fait partie des membres les plus influents du Consortium, et il est chargé plus particulièrement de manipuler Mulder et Scully. Il s'avère au cours de la série qu'il a des liens étroits avec Mulder.

### L'homme bien manucuré
Interprété par John Neville
L'homme bien manucuré (The Well-Manicured Man en VO) est très influent. Apparemment d'origine anglaise, il désapprouve souvent les méthodes de l'homme à la cigarette. Il s'occupe notamment de trouver un vaccin contre l'huile noire. Dans le premier film tiré de la série, il prend de plus en plus ses distances avec le Syndicat et aide Mulder à retrouver Scully. Il se suicide ensuite avant que sa trahison ne soit découverte.

### Le Premier Aîné (First Elder)
Interprété par Don S. Williams
C'est un membre de haut rang du Syndicat qui apparaît dans plusieurs épisodes des saisons 3 à 6. Il charge un assassin de tuer Mr. X et tente plus tard de faire assassiner l'homme à la cigarette, qu'il soupçonne d'être déloyal. Il est tué, ainsi que les autres responsables du Syndicat, par des rebelles extraterrestres dans l'épisode Toute la vérité.

### Alex Krycek
Interprété par Nicholas Lea
Il apparaît dans la saison 2 en tant que jeune agent du FBI mais il s'avère rapidement qu'il travaille pour l'homme à la cigarette. Il participe directement à plusieurs actions frappant directement Mulder et Scully. Sa position dans le Consortium devient par la suite beaucoup plus ambiguë, car il a aussi des liens avec les Russes à Tunguska, et il change plusieurs fois d'allégeance.

### Victor Klemper
Interprété par Walter Gotell
Victor Klemper était un membre du Syndicat et ancien scientifique Nazi qui apparaît dans l'épisode Opération presse-papiers.

### Luis Cardinal
Interprété par Lenno Britos
Mercenaire nicaraguayen, il travaille en tant qu'assassin pour le syndicat. Il apparaît lors du premier épisode de la troisième saison, Le Chemin de la bénédiction. Il tue par erreur Melissa Scully, qu'il confond avec sa sœur Dana.

## Famille de Mulder et Famille de Scully

### Teena Mulder
Interprétée par Rebecca Toolan
C'est la mère de Fox Mulder. Elle a divorcé de son mari après l'enlèvement de Samantha. Elle se suicide dans l'épisode Délivrance de la saison 7 après avoir appris qu'elle était atteinte d'une maladie incurable.

### William "Bill" Mulder
Interprété par Peter Donat et par Dean Aylesworth dans les flashbacks
Il est le père de Fox et Samantha Mulder. Il apparaît dans les épisodes La Colonie, Anasazi et Le Chemin de la bénédiction. Il travaillait au département d'État et il fut l'un des premiers à participer aux projets du Consortium, mais il désapprouvait beaucoup leurs méthodes. Il se fait tuer par Alex Krycek sur ordre du Consortium car il allait révéler des informations importantes à Mulder.

### Samantha Mulder
Interprétée par Ashlynn Rose (jeune), Mimi Paley, Megan Leitch
Sœur de Fox Mulder, elle a disparu alors que tous deux étaient enfants. La retrouver, ou du moins savoir ce qu'elle est devenue, est désormais une obsession pour Fox. Son destin est finalement révélé dans l'épisode Délivrance de la saison 7.

### William "Bill" Scully
Interprété par Don S. Davis,
C'est le père de Dana Scully, ancien capitaine dans la Marine. Il meurt d'une crise cardiaque pendant la première saison (épisode Le Message).

### William "Bill" Scully Jr.
Interprété par Pat Skipper et par Joshua Murray (jeune)
Frère de Dana Scully. Il n'approuve pas l'obsession de Dana pour son travail et réagit souvent vivement en présence de l'agent Mulder.

### Charles Scully
Surnommé Charlie, il est le frère cadet de Dana Scully. Il n'apparait que dans de brefs flashbacks (Le Message, Coma). On peut entendre sa voix dans l'épisode 4 de la 10e saison.

### Margaret "Maggie" Scully
Interprétée par Sheila Larken
C'est la mère de Dana Scully.

### Melissa Scully
Interprétée par Melinda McGraw
C'est la sœur de Dana Scully. Elle apparaît pour la première fois dans l'épisode Coma. Elle est beaucoup plus ouverte au surnaturel que sa sœur. Elle est assassinée, par erreur, sur ordre du Syndicat dans l'épisode Le Chemin de la bénédiction.

### Tara Scully
Interprétée par Karri Turner
Elle est la belle-sœur de Dana Scully et l'épouse de William "Bill" Scully Jr. Ils ont eu un fils, Matthew.

### Emily Sim
Interprétée par Lauren Diewold
Cette petite fille apparaît dans le double épisode Emily de la saison 5. Après plusieurs tests, on apprend qu'elle est la fille de Scully. Elle a été créée pour faire des expériences médicales sur elle ce qui cause finalement sa mort.

## Les Colonisateurs
Les Colonisateurs sont une espèce d'extraterrestre. Sur Terre, ils se sont associés avec le Syndicat. Une faction d’extraterrestres rebelles s'oppose aux Colonisateurs. Il existe plusieurs variantes :

### Les Gris
Les Gris sont représentés d'une façon similaire aux petits-gris.

### Pilote ouAlien Bounty Hunter
Le Pilote est un chasseur de primes extraterrestre polymorphe, il est de la même espèce que les colonisateurs.
C'est dans l'épisode La Colonie de la saison 2 que le pilote apparaît pour la première fois. Son OVNI s'est écrasé. Il était le pilote, c'est pourquoi on l'appelle ainsi (Alien Bounty Hunter, chasseur de primes extraterrestre en français, est plus utilisé que Pilote). Il peut se métamorphoser et prend ce pouvoir pour exterminer des clones qui se sont rebellés contre leurs maîtres : les colonisateurs. Ce chasseur de primes exécute les ordres des colonisateurs et du Syndicat. 
Durant les saisons 3 et 4, le chasseur de primes doit tuer Jérémiah Smith, un extraterrestre qui possède le même don de métamorphose mais il échoue. Dans ces épisodes, on découvre que les chasseurs de primes peuvent guérir des personnes en posant la paume de leur main sur la blessure à guérir. Il sauve ainsi la mère de Mulder, Teena. Dans l'épisode Patient X, de la saison 5, un chasseur de primes veut détruire un extraterrestre rebelle mais échoue.
Le rôle des chasseurs de primes extraterrestres est repris par les super-soldats, quasiment indestructibles en dehors de leur vulnérabilité à la  magnétite, dans les saisons 8 et 9 de la série.

### Huile noire
L'huile noire est une espèce extraterrestre majeure de la série télé X-Files. Elle peut aussi être nommée « Purity », « virus extraterrestre » ou « cancer noir » et peut hiberner pendant des millions d'années (surtout dans le pétrole). Elle agit comme un parasite en contaminant les humains pour les manipuler, et peut aussi tuer en libérant une dose massive de radiation. Elle manipule les humains en transformant leurs émotions, en limitant leur réflexion, et en les rendant capables de tueries (tout en étant protégé des radiations). Son but est de coloniser la planète. Son origine sur Terre remonte à la nuit des temps : dans le film X-Files, combattre le futur, on voit des hommes préhistoriques contaminés par cette « huile ». Il est sous-entendu que ce voyage de l'huile sur terre est volontaire, que l'huile a cherché à venir sur notre planète.
Elle se présente sous deux formes :
- à l'extérieur sous la forme d'un liquide visqueux non mouillant, qui peut glisser vers une proie. Ce liquide tente de s'introduire en passant par tous les orifices de la peau.
- à l'intérieur sous une forme quasi invisible, ne trahissant sa présence qu'en noircissant brièvement les yeux de sa proie.

#### L'huile noire et le Syndicat
Le Syndicat (conspiration gouvernementale de la série), en coopération avec les colons extraterrestres, a cultivé du maïs qui produit un pollen génétiquement modifié pour contenir l'huile noire. Celle-ci est ensuite transportée par des abeilles africanisées dont le dard transmet le virus à toute la population. Les colons seraient alors capables de contrôler les humains pour en faire une race d'esclaves. Le Syndicat, par contre, a secrètement essayé de créer un vaccin, pour sauver toute l'humanité. Alors que le projet du Syndicat a failli à sa mission, le groupe semblable, mais rival, de la Russie a réussi à développer un vaccin contre l'huile noire, lequel est finalement tombé entre les mains du Syndicat.
Plus tard (dans le film), il est découvert que l'huile noire est également capable d'utiliser le corps humain comme incubateur pour la gestation (dont résulte la mort de l'hôte) d'une entité biologique extraterrestre pour devenir plus tard un colon. Le Syndicat fut déconcerté de l'apprendre, mais les membres ont par la suite prétendu continuer leur travail avec les colons, tout en tentant de renforcer le vaccin des Russes.
Selon l'Homme bien manucuré, l'entité a été le premier à marcher sur terre, bien avant les dinosaures. Ensuite, d'après l'homme à la cigarette, l'huile a influencé l'évolution humaine pour ensuite entrer en phase d'hibernation dans l'âge glaciaire. Cassandra Spender a ajouté que les colons planifiaient de se servir de l'huile pour repeupler la Terre, ce qu'ils font avec d'autres civilisations de l'univers.
Les hybrides humains-extraterrestres auront une immunité innée du virus. Donc, l'enlèvement volontaire des membres de la famille des conspirateurs était seulement un moyen de faciliter leur futur. Le plan de la conspiration pour coopérer avec les colons extraterrestres avait pour autre raison l'accès à l'huile noire, pour développer le vaccin. Mais cette tentative fut à demi un succès puisque lorsqu'il fut administré à l'agent Scully dans l'Antarctique, il causa le départ du vaisseau spatial de sa résidence souterraine. Le plan fut ensuite répété sur Marita Covarrubias après que sa trahison ait été découverte par le Syndicat.

#### Variété du Projet Arctique ("Ice")
Introduit pour la première fois dans l'épisode L'Épave 1/2 (Piper Maru) de la troisième saison, il est possible que l'idée ait été prise d'un épisode de la première saison, Projet Arctique (Ice), qui présentait une substance extraterrestre similaire, capable de contaminer les hommes.

## Autres
Liste des autres personnages de X-Files qui apparaissent dans au moins deux épisodes classés par ordre alphabétique.

### Duane Barry
Interprété par Steve Railsback.
Il apparaît dans les épisodes Duane Barry, 1e partie et Duane Barry, 2e partie. Duane Barry est un ancien agent du FBI, interné dans un hôpital psychiatrique à la suite d'une tentative de suicide. Il dit avoir été enlevé par des extraterrestres. Après avoir livré l'agent Dana Scully aux extraterrestres, il est assassiné par Alex Krycek.

### Chuck Burks
Interprété par Bill Dow
Faisant partie des contacts de l'agent Mulder, Chuck intervient régulièrement dans la série pour fournir ses analyses dans le domaine de l'imagerie numérique ou la cryptanalyse.

### Arthur Dales
Interprété par Darren McGavin et par Fredric Lehne dans les flashbacks
C'est un agent du FBI à la retraite. Il raconte son histoire à Mulder dans l'épisode Compagnons de route. Il fait ensuite appel à Mulder et Scully dans l'épisode Agua mala. Son frère s'appelle également Arthur et raconte son histoire à Mulder dans l'épisode Le Grand Jour.

### Max Fenig
Interprété par Scott Bellis (en)
Il apparaît dans les épisodes L'Ange déchu et Tempus fugit. Membre du NICAP, une association ufologique, Max suit les enquêtes de l'agent Mulder grâce aux publications de notes de frais du FBI. Il est victime d'enlèvements perpétrés par les extraterrestres à plusieurs reprises.

### Morris Fletcher
Interprété par Michael McKean, c'est un des responsables de la zone 51 chargé de maintenir le secret sur les expériences menées sur ce site. Dans l'épisode Zone 51, son esprit se retrouve dans le corps de Mulder, et vice versa. Il apparaît ensuite brièvement dans l'épisode Brelan d'as, avant de retrouver un rôle plus central dans N'abandonnez jamais, où on apprend qu'il ne travaille plus pour le gouvernement.

### Albert Hosteen
Interprété par Floyd "Red Crow" Westerman
Issu du peuple Navajo, Albert Hosteen devient le traducteur privilégié de cette langue pour les agents Mulder et Scully. C'est aussi un ami offrant aide et refuge en cas de besoin.

### Richard Matheson
Interprété par Raymond J. Barry
Le sénateur Matheson est un allié de l'agent Mulder et use de son influence pour le protéger. C'est aussi un informateur, distillant des pistes de recherches fructueuses.

### Shannon McMahon
Interprétée par Lucy Lawless
C'est un super-soldat. Elle apparaît dans les épisodes Nouvelle génération, 1re partie et 2e partie (9x01 et 9x02).

### DrSusanne Modelski
Interprété par Signy Coleman
Le Dr Susanne Modelski était un employé du centre de recherche sur les armes avancées de la base militaire de White Stone au Nouveau-Mexique en 1989, qui a aidé au développement d'une arme biologique qui crée des hallucinations psychotiques. Après s'être retournée contre leurs employeurs, elle a demandé l'aide de Byers (alors employé de la FCC), Frohike et Langley (alors tous deux des pirates informatiques indépendants, vendant du matériel de câble pirate) afin de découvrir la vérité. Bien qu'elle n'ait pas réussi à faire connaître son histoire au public et qu'elle ait été enlevée par le mystérieux agent du gouvernement connu sous le nom de X peu de temps après, elle était involontairement responsable de la formation du groupe en tant que journalistes d'investigation et de leur première introduction à Mulder. Une décennie plus tard, Byers (qui nourrissait des sentiments pour Susanne) l'a rencontrée à Las Vegas, où lui et les autres l'ont aidée à assumer une nouvelle identité. Modeski apparaît dans les épisodes Les Bandits solitaires et Brelan d'as.

### Billy Miles
Interprété par Zachary Ansley. 
C'est un jeune lycéen de la promotion 89 de Bellefleur (Oregon), plongé dans un coma et qui semble être soumis à une volonté extra-terrestre dans le premier épisode de la série. Il réapparaît plusieurs années plus tard, dans l'épisode Requiem de la saison 7, et est devenu shérif adjoint. Il est alors enlevé par les extraterrestres et réapparaît la saison suivante sous la forme d'un super-soldat.

### Robert Patrick Modell
Interprété par Robert Wisden
Il apparaît dans les épisodes Autosuggestion et Kitsunegari. Il a le pouvoir d'influencer mentalement les perceptions et les actions des gens.

### Donnie Pfaster
Interprété par Nick Chinlund
C'est un tueur en série qui enlève Scully dans l'épisode Le Fétichiste, de la saison 2.
Cinq ans plus tard, il apparaît dans l'épisode Orison, où il s'échappe de prison. On y apprend également qu'il est un véritable démon.

### Gibson Praise
Gibson Praise est un jeune garçon doté de pouvoirs paranormaux qui pourrait détenir la clé de tous les mystères de la série par son origine hybride. Il est incarné par Jeff Gulka. Il apparaît dans le dernier épisode de la saison 5 La Fin. C'est un enfant prodige, excellent joueur d'échecs. Il est en réalité une sorte de mutant qui peut se servir de pouvoirs de télépathie. Un homme en noir, envoyé par le Syndicat tente de tuer Gibson avant que Mulder et Scully puissent en tirer quelque chose, mais il rate son coup.
Dans le premier épisode de la saison 6, Le Commencement, il fait l'objet d'analyses médicales. Dans le même épisode, il peut communiquer avec les extraterrestres par lecture des pensées, don que les extraterrestres possèdent également.
Dans la saison 8, au premier double épisode Chasse à l'homme, il est retrouvé dans une école spécialisée d'un petit coin désertique et est pris en otage par Mulder (en réalité, l'extraterrestre chasseur de primes polymorphe). Grâce à l'intervention de John Doggett qui les rattrape près d'un précipice, son ravisseur finit par le relâcher, se laisse tomber dans le vide et disparaît. Gibson profite de l'inattention des agents sur place pour aller se réfugier (non sans se blesser à la jambe dans sa fuite) dans une cachette secrète souterraine dissimulée dans le désert, avec l'appui et le soutien d'une camarade sourde, au courant de sa particularité et sa seule amie, qui le ravitaille. Tandis que le mercenaire polymorphe tente de le retrouver à nouveau pour l'enlever sans se faire prendre, en dérobant régulièrement l'apparence des personnes impliquées, Gibson est trouvé et protégé par Dana Scully et Walter Skinner, ce dernier l'emmenant à l'hôpital pendant que Scully suit son instinct pour retrouver le véritable Mulder : le mercenaire y essuie son ultime échec pour récupérer Gibson en se dissolvant après un coup fatal, non sans avoir blessé grièvement Skinner.
Sa dernière apparition est dans le double épisode final de la saison 9, La vérité est ici : caché dans une caravane à Weed Hope (Nouveau-Mexique), Gibson est rejoint avec sa motocross par le petit-fils d'Albert Hosteen (rencontré dans l'épisode Anasazi) et apprend la détention de Mulder. Il décide d'aller l'aider et tente de le faire sortir de prison, mais sans succès, bien qu'il ait démasqué l'un des « super soldats » hybrides parmi les juges.
Mis sous la protection de Doggett et Reyes, ils constatent au FBI la mise à sac du bureau des affaires non classées et tombent brièvement sur l'hybride du procès au bureau du directeur Kersh, auprès duquel se rend Skinner : Gibson lit dans ses pensées et informe les deux agents que les conspirateurs sont au courant de la destination que Mulder a prise avec Scully après son évasion.

### Queequeg
C'est le chien de Scully, qu'elle adopte à la fin de l'épisode Voyance par procuration. Elle l'a volontairement appelé comme le harponneur de Moby Dick en hommage à son défunt père, qui s'était lui-même surnommé Achab et sa fille Starbuck de son vivant, par similitude et plaisanterie.
Queequeg meurt dans l'épisode Les Dents du lac de la saison 3, dévoré par la créature déjà responsable de plusieurs décès, vers laquelle il a couru dans l'obscurité de la forêt pour lui aboyer dessus alors que Scully le tenait toujours au bout de sa laisse.
Scully lui rend hommage en intégrant son nom au pseudonyme de son adresse électronique pour pouvoir échanger secrètement des messages avec Mulder quand il disparait et vit dans la clandestinité.

### Knowle Rohrer
Interprété par Adam Baldwin
Il apparait dans la série en tant que vieille connaissance de l'agent Doggett qui le sollicite pour obtenir des informations dans l'affaire des super-soldats. Il se révèle par la suite partie prenante de cette conspiration extraterrestre, étant lui-même l'une de ces mystérieuses créatures. Il est détruit dans le dernier épisode de la saison 9 par une exposition à la magnétite.

### Jeremiah Smith
Interprété par Roy Thinnes
C'est un extraterrestre de la faction des rebelles qui peut changer d'apparence et a également un pouvoir de guérison. Il apparaît dans les épisodes Anagramme et Tout ne doit pas mourir, où, pourchassé par le chasseur de primes des Colonisateurs, il apporte son aide à Mulder avant de prendre la fuite. Il réapparaît par la suite dans l'épisode Espérance.

### Cassandra Spender
Interprétée par Veronica Cartwright
Ancienne épouse de l'homme à la cigarette et mère de Jeffrey Spender. Elle aurait été enlevée par les extra-terrestres une dizaine de fois et pense être leur « prophète ».

### Eugene Victor Tooms
Interprété par Doug Hutchison
Il apparaît dans les épisodes Compressions (1x03) et Le Retour de Tooms (1x21). Tous les 30 ans, il sort de son hibernation pour se nourrir du foie d'êtres humains. Il a la capacité d'allonger son corps et ses membres de manière à entrer dans de très petits conduits. Il se sert de ce don pour atteindre ses victimes. Ainsi, la police et le FBI se retrouvent avec un crime en chambre close.